# まほろまてぃっく
『まほろまてぃっく』は、中山文十郎原作・ぢたま(某)作画による漫画作品。漫画雑誌『コミックガム』（ワニブックス）で予告編がVol.12（1998年12月1日発行）、本編がVol.13（1999年2月1日発行）から2004年9月号まで連載された。単行本は全8巻が出版されている。派生商品としてアニメ化、ゲーム化もされている。2006年6月からは新装版が出版されている。

## 概要
アンドロイドのハウスメイド（雑役女中）「まほろ」とその"ご主人様"である中学生の「美里優」を主人公とした作品。二人の恋愛関係を主体としたラブコメディでありながら壮大なSF要素を含み、物語の要所ではバトルアクション的な展開も描かれる。まほろを始めとした女性キャラクターの入浴シーンなど、お色気描写も多い。
コミックガム連載中にはBS-iにて2つの連続TVアニメシリーズ『まほろまてぃっく』、続編『まほろまてぃっく 〜もっと美しいもの〜』と特別編アニメ『えっちなのはいけないと思います!』が、2009年には特別編アニメ第2弾『まほろまてぃっく 特別編 ～ただいま◇おかえり～』が作られている。これらのアニメは基本的に原作と同じ筋立てのストーリーとなっているが、『〜もっと美しいもの〜』のエンディングについては、原作とは大きく異なるものとなった。
PS2用ゲームソフト『まほろまてぃっく 萌っと≠きらきらメイドさん。』がコナミより、Win/Mac用ゲームソフト『まほろまてぃっく☆あどべんちゃー』がガイナックスより発売されている。
毎回話の終わりには「宇宙戦艦ヤマト」へのリスペクトと思しき残り時間が表示される。（「まほろさんが機能を停止するまで 残り××日」）

## あらすじ
地球へ来訪した友好的な異星人『セイント』と、人類の歴史を影から操ってきた組織『管理者』が敵対し、極秘裏に戦争を繰り広げている世界。
両者の関係を取り持とうとする組織『ヴェスパー』に所属する史上最強の戦闘用アンドロイド・まほろは、残り稼働日数が398日に達した事を機に引退を許可される。人間として暮らし始めた彼女の望みは、かつて自らが命を奪った上司の遺児・美里優の下に住み込みのメイドとして派遣される事だった。父親の死の真相を知らされていない優は、突然明かされた異星人や戦闘用アンドロイドの存在に戸惑うが、まほろの人間と全く変わらない姿や心に触れて彼女の雇用を決意、二人は共同生活を始める。
優が通う緋立市立第四中学校の仲間達や近所に住む人々との交流を経て、平和な生活に馴染んでいくまほろ。しかし、街に彼女をライバル視するセイントの戦闘用アンドロイド・リューガが出現。中学教師として優に接触しつつ、まほろに決闘を挑んでくる。互角の戦闘能力を持つリューガに苦戦を強いられ、遂に自らの寿命を削る最終兵器『輝ける闇』の使用を決意するまほろだが、その場に現れた優の仲裁や、優を護ろうとするまほろの姿に強さの意味を悟ったリューガは自ら敗北を認め、彼もまた人間として暮らし始める。
それから数ヵ月後、まほろ達の前に管理者から脱走してきたというサイボーグ、CODE:370が現れる。まほろは370が管理者のスパイと知りつつも、哀れな境遇の彼女を突き放す事が出来ず、その意を汲んだ優は370をまほろの妹・安藤みなわとして美里家に迎え入れた。穏やかな日常を送る中で自らに与えられた任務に迷いを抱き始めるみなわだが、管理者は彼女の得た情報を元にまほろ捕獲作戦を実行してしまう。リューガの助力やみなわの改心もあって作戦を阻止する事には成功するが、戦闘による負傷とエネルギー消費によって、まほろの稼働日数は測定不能なほど僅かになってしまう。また、一連の事件の中で管理者のサイボーグ・フェルドランスは優への興味を抱き始める。
一方、セイントと管理者、そしてヴェスパーの三者は最終決戦の時を迎えつつあった。圧倒的な戦力でセイントとヴェスパーを殲滅せんとする管理者は、まほろと優の下にもフェルドランスを中心に攻撃部隊を差し向けてきた。機能停止までのタイムリミットが迫る中、まほろは最期の決断を迫られることになる。

## 主要な登場人物

### 美里家
安藤まほろ
声 - 川澄綾子
「ヴェスパー」が生み出した、美しい外見をした最強の戦闘用アンドロイドであり、家事も有能な美里家のメイド。
美里優
声 - 瀧本富士子 / 最終話のみ神奈延年
早くに両親を亡くし4年間一人暮らしを送っていた、中学2年生の孤独な少年。
安藤みなわ
声 - 清水愛
「管理者」の機械化兵士（サイボーグ）。「みなわ」と言う名はCODE：370（370番目の改造）にちなんだものである。機械の肉体に体が耐えられないため、よく転ぶ。
スラッシュ
声 - 野田圭一
まほろのサポートメカ。通常時の外見は黒豹。人語を解す。AIは近衛優一郎を基にしている。

### クラスメイト
佐倉深雪
声 - 菊地由美
美里優とは幼なじみで同級生。銭湯「さくら湯」の4人姉妹の長女。ショートカットが似合うしっかり者。
等々力凛
声 - 水野愛日
美里優とは幼なじみで同級生。中学生離れした巨乳とロングヘアがトレードマークのマイペース娘。自分の胸にコンプレックスを感じている。
大江千鶴子
声 - 真田アサミ
美里優とは幼なじみで同級生。美味しい食べ物に目がなく、まほろの手料理の大ファン。
浜口俊也
声 - 荻原秀樹
美里優とは幼なじみで同級生。通称はまぢ。自称「華麗なるナンパ師」だが、実際に女性を相手にするとからきしである。
川原清巳
声 - 私市淳
美里優とは幼なじみで同級生。はまぢとは対照的に、いつも冷静な表情を見せる。
式条沙織
声 - 高田由美
優たちのクラスの担任で倫理社会（中学では公民）の教師。大きな胸と眼鏡が特徴で優に対する淫猥な妄想が激しく、まほろとは主として犬猿の仲。
リューガ / 流河 濤（りゅうが とう）
声 - 子安武人
「異星人（セイント）」の生み出したアンドロイド戦士。外見は20代後半だが、実年齢（製造されてからの年月）は3歳。

## 組織
ヴェスパー
地球人とセイントが手を取り合っていけるような未来を目指して、双方の争いを鎮めるために日々戦う組織。「管理者」の遣り方に異を唱える者で構成される。地球人（管理者）とセイントのどちらにも味方もしないため、双方から敵とみなされている。近衛重工業本社の地下に本部を設ける。
構成員の大半は元管理者関係者の造反組、管理者に対する復讐を目的としたもの、セイントからの亡命者によって成立している。
ヴィナス
原作最終回で登場するヴェスパーの後継組織で、地球人とセイントが和解したのを機に社名変更されたと思しき描写が随所に見られる。まほろの横顔を組織のロゴマークにしている。地球人とセイントが創り出す平和な世界を脅かす者を征伐している。なお管理者曰く、ヴェスパーが看板を架け替えただけの組織。
セイント
地球人より遙かに科学文明が発達した異星人。緩やかに滅びの道を進み始めていたため、種を存続させることが可能なセイント以外の人類を求めて宇宙に幾多の調査船を送り出し、数世紀の後についに地球を発見した。
極めて理知的で紳士的であり根本的に戦いをよしとしていない。地球人から見てあまりに聖者・聖人を思わせる倫理観を備えていることから『セイント』と地球側より呼称されている。なお、彼らにとっては女性の胸が小さいことが美しい女性であり、大きい胸の女性は肩身の狭い思いをしている模様。
管理者
地球人が作った組織で、人類の歴史を裏で操っていたとも言える存在。セイントを敵視している。彼らに反抗するものは、たとえ合衆国大統領であっても抹殺されてしまう。

## 備考
- タイトル等で使われている独特の書体
視覚デザイン研究所の『デザインゴシック メガ丸ファミリー メガ丸』書体が使用されている。
- 本編中に引用されている「藤城幸太郎」の詩
詩人・藤城幸太郎の詩集『かぜのうた』より「紫陽花の咲く庭で」、詩集『かぐや姫詩集』より「まあるいお月さま」が本編に引用されている。

## 単行本

### オリジナル
株式会社ワニブックスからGUM COMICSとしてA5判で全8巻発行。その後2006年に判型をB6判に変更し、新規描きおろしカバーとカラーピンナップを収録した新装版がGUM COMICS Plusとして発行された。また2009年のアニメ特別編放送に合わせて、ワニムックシリーズとしてコンビニコミック版が発行されている。
原作：中山文十郎、作画：ぢたま(某)
通常版
まほろまてぃっく 第1巻 「美里家のメイドさん」、1999年10月10日発行、ISBN 4-8470-3326-4
まほろまてぃっく 第2巻 「陽射しくらくらメイドさん」、2000年7月10日発行、ISBN 4-8470-3354-X
まほろまてぃっく 第3巻 「過去に追われるメイドさん」、2001年3月10日発行、ISBN 4-8470-3383-3
まほろまてぃっく 第4巻 「いろいろ夢見るメイドさん」、2001年10月10日発行、ISBN 4-8470-3413-9
まほろまてぃっく 第5巻 「今日も元気なメイドさん」、2002年6月10日発行、ISBN 4-8470-3370-1
まほろまてぃっく 第6巻 「笑顔の素敵なメイドさん」、2003年3月31日発行、ISBN 4-8470-3440-6
- 初回限定版は「まほろフィギュア」付属+「別バージョン・カバー」

まほろまてぃっく 第7巻 「涙で動くメイドさん」、2003年10月10日発行、ISBN 4-8470-3454-6
まほろまてぃっく 第8巻 「美里家のまほろさん」、2004年12月5日発行、ISBN 4-8470-3479-1
- 初回限定版は「まほろクリスタル」付属+「別バージョン・カバー」

新装版
まほろまてぃっく [新装版] (1) 「美里家のメイドさん」、2006年7月10日初版発行（2006年6月24日発売）、ISBN 4-8470-3554-2
まほろまてぃっく [新装版] (2) 「陽射しくらくらメイドさん」、2006年8月10日初版発行（2006年7月25日発売）、ISBN 4-8470-3560-7
まほろまてぃっく [新装版] (3) 「過去に追われるメイドさん」、2006年8月10日初版発行（2006年7月25日発売）、ISBN 4-8470-3561-5
まほろまてぃっく [新装版] (4) 「いろいろ夢見るメイドさん」、2006年9月10日初版発行（2006年8月25日発売）、ISBN 4-8470-3567-4
まほろまてぃっく [新装版] (5) 「今日も元気なメイドさん」、2006年9月10日初版発行（2006年8月25日発売）、ISBN 4-8470-3568-2
まほろまてぃっく [新装版] (6) 「笑顔の素敵なメイドさん」、2006年10月10日初版発行（2006年9月25日発売）、ISBN 4-8470-3576-3
まほろまてぃっく [新装版] (7) 「涙で動くメイドさん」、2006年10月10日初版発行（2006年9月25日発売）、ISBN 4-8470-3577-1
まほろまてぃっく [新装版] (8) 「美里家のまほろさん」、2006年11月10日初版発行（2006年10月25日発売）、ISBN 4-8470-3581-X
コンビニコミック
まほろまてぃっく その1 とってもお得なエコノミー版「えっちなのはいけないと思います!」、2009年10月発行、ISBN 978-4-8470-3701-6
まほろまてぃっく その2 とってもお得なエコノミー版「すべてをあなたに捧げます」、2009年11月発行、ISBN 978-4-8470-3706-1

### 英訳版
TOKYOPOPより全8巻発行。特徴としては、ペーパーバック装丁、オリジナルとは異なるイラストを表紙に使う、カラーピンナップ・あとがきがついていない、擬音は基本的に日本語のまま（一部訳文を併記）といった点があげられる。訳文は意訳的な箇所も見受けられる。
Art by Bow Ditama / Story by Bunjuro Nakayama
- Mahoromatic : Automatic Maiden 1 "The Misato Residence's Maid", 2004年5月1日発行, ISBN 1591-82729-9
- Mahoromatic : Automatic Maiden 2 "Fun in the Sun", 2004年7月1日発行, ISBN 1591-82730-2
- Mahoromatic : Automatic Maiden 3 "The Running Maid", 2004年9月1日発行, ISBN 1591-82731-0
- Mahoromatic : Automatic Maiden 4 "The Maid of Many Dreams", 2004年12月15日発行, ISBN 1591-82732-9
- Mahoromatic : Automatic Maiden 5 "The Ever-Energetic Maid", 2005年3月30日発行, ISBN 1591-82915-1
- Mahoromatic : Automatic Maiden 6 "The Maid With The Wonderful Smile", 2005年6月30日発行, ISBN 1591-82916-X
- Mahoromatic : Automatic Maiden 7 "The Maid Moved by Tears", 2005年12月30日発行, ISBN 1595-32625-1
- Mahoromatic : Automatic Maiden 8 "The Misato Home's Mahoro-san", 2006年2月28日発行, ISBN 1595-32808-4

### 独訳版
CARLSEN COMICSより全8巻発行。特徴としては、ペーパーバック装丁ながらオリジナルの凝った装丁を再現している、表紙イラストがオリジナルと同一、カラーピンナップ・あとがきがついている、擬音をドイツ語に書き換えている、といった点があげられる。訳文はオリジナルの言い回しに近い。
Bunjuro Nakayama / Bow Ditama
- Mahoromatic : Automatic Maiden 1 , 2004年12月発行, ISBN 3551-78091-9
- Mahoromatic : Automatic Maiden 2 , 2005年2月発行, ISBN 3551-78052-8
- Mahoromatic : Automatic Maiden 3 , 2005年3月発行, ISBN 3551-78053-6
- Mahoromatic : Automatic Maiden 4 , 2005年6月発行, ISBN 3551-78054-4
- Mahoromatic : Automatic Maiden 5 , 2005年8月発行, ISBN 3551-78055-2
- Mahoromatic : Automatic Maiden 6 , 2005年10月発行, ISBN 3551-78056-0
- Mahoromatic : Automatic Maiden 7 , 2006年4月発行, ISBN 3551-78057-9
- Mahoromatic : Automatic Maiden 8 , 2006年11月発行, ISBN 3551-78058-7

### 関連書籍
- 「まほろまてぃっく VISUAL BOOK」、株式会社ワニブックス、2002年3月30日発行、ISBN 4-8470-1437-5
- 「まほろまてぃっく 〜もっと美しいもの〜 VISUAL BOOK」、株式会社ワニブックス、2003年9月12日発行、ISBN 4-8470-1527-4
- 「まほろまてぃっく アニメーション原画集 vol.1」、GAINAX、2002年4月19日発行、ISBN 4-903713-06-7
- 「まほろまてぃっく アニメーション原画集 vol.2」、GAINAX、2002年6月7日発行、ISBN 4-903713-07-5
- 「まほろまてぃっく アニメーション原画集 vol.3」、GAINAX、2003年12月28日発行、ISBN 4-903713-08-3
- 「まほろまてぃっく 日めくりカレンダー2004」、株式会社ワニブックス、2003年11月25日発行、ISBN 4-8470-1523-1
- 「まほろまてぃっく 萌っと≠きらきらメイドさん。 公式ガイドブック 完全攻略しないといけないと思います!」
株式会社ワニブックス、2003年8月25日発行、ISBN 4-8470-1522-3
- 「まほろまてぃっく☆あどべんちゃー 公式ガイドブック 〜PCゲームも楽しんでいきまっしょい!〜」
株式会社ワニブックス、2003年7月25日発行、ISBN 4-8470-1521-5
- 「まほろまてぃっく☆あどべんちゃー パーフェクトガイド 〜PCでもえっちなのはいけないと思います〜」
角川書店、2003年8月8日発行、ISBN 4-04-707123-4
- 「みんなでまほろさん（！？）みんなが好きなメイドさん」、株式会社ワニブックス、2003年8月15日発行、（同人誌扱いなので書籍ナンバー無し）
コミック・ガム作家陣によるまほろまてぃっく公式アンソロジー、2003年夏コミックマーケットにて販売。
各作家が1ページずつ寄稿したものに、ぢたま(某)による第7巻第6話『花降る夜』の絵コンテが加えられている。
執筆作家：ぢたま(某)、塩崎雄二、有馬啓太郎、ひよひよ、宗我部としのり、服部健吾、くら☆りっさ、阿部川キネコ、紗夢猫、鈴木猛、井上淳哉、千葉秀作、みなぎ得一、ふくやまけいこ、かかし朝浩、佐々木亮、稲葉COZY、本澤友一郎と本井広海、たつねこ、Dr.モロー、みなづきふたご、石田あきら、門井亜矢、若尾はるか、すがわらくにゆき、さぶろう、森野達弥

## テレビアニメ
第1期
2001年10月5日から12月28日まで、BS-iで放送。2003年5月5日から6月9日までTBSチャンネルで、2005年8月よりAT-Xで、2007年1月10日より3月29日までBS-iで再放送。全12話+SP総集編。また2007年8月11日、テレビ神奈川の『CLUB GENEON』にて第1話のみ再放送されている（地上波初）。
2001年12月14日（第10話と第11話の間）に、年末スペシャルとして「総集編」（10話までのダイジェスト）が放送された。
原作の第1巻から第3巻相当。

第2期
『まほろまてぃっく〜もっと美しいもの〜』のタイトルで2002年9月26日から2003年1月16日まで、BS-iで放送。全14話+総集編。また2003年12月15日から2004年2月16日までTBSチャンネルで、2005年12月24日から2006年4月5日までAT-Xでも放送された。
2002年12月19日（第12話と第13話の間）には、歳末スペシャルとして総集編（12話までのダイジェスト）が放送された。
原作の第4巻から第8巻相当だが、原作終了前に最終回を迎えたため、終盤の展開は完全に別物となっている。

### スタッフ
|                                   | 第1期                                   | 第2期                                   |
| --------------------------------- | --------------------------------------- | --------------------------------------- |
| 原作                              | 中山文十郎+ぢたま(某)                   | 中山文十郎+ぢたま(某)                   |
| 監督                              | 山賀博之                                | 山賀博之                                |
| 副監督                            | -                                       | 佐伯昭志                                |
| シリーズ構成                      | 山賀博之                                | 花田十輝                                |
| キャラクターデザイン ・総作画監督 | 高村和宏                                | 高村和宏                                |
| メカニックデザイン                | -                                       | 江田恵一                                |
| 美術監督                          | 小坂部直子                              | 小坂部直子                              |
| 美術監督                          | -                                       | 菱沼由典                                |
| 色彩設定                          | 三橋曜子                                | 日比野仁                                |
| 撮影監督                          | 小澤次雄                                | 小澤次雄                                |
| 編集                              | 瀬山武司                                | 瀬山武司                                |
| 音響監督                          | 岩浪美和                                | 岩浪美和                                |
| 音楽                              | 増田俊郎                                | 増田俊郎                                |
| プロデューサー                    | 関戸雄一、源生哲雄 佐藤裕紀、久保田光俊 | 関戸雄一、源生哲雄 佐藤裕紀、久保田光俊 |
| アニメーション制作                | GAINAX、シャフト                        | GAINAX、シャフト                        |
| 製作                              | まほろまてぃっく製作委員会              | まほろまてぃっく製作委員会              |

### 主題歌
第1期
オープニングテーマ「かえりみち」
作詞 - くまのきよみ / 作曲・編曲 - 増田俊郎 / 歌 - 川澄綾子
- オープニングアニメーション
絵コンテ - 庵野秀明 / 演出 - 大塚雅彦 / 作画監督 - 高村和宏

エンディングテーマ「まほろDEまんぼー」
作詞 - くまのきよみ / 作曲・編曲 - 増田俊郎 / 歌 - とりおまてぃっく（菊池由美・水野愛日・真田アサミ）
- エンディングアニメーション - 柴田由香

挿入歌「紫陽花の咲く庭で」
作詞 - 中山文十郎 / 作曲・編曲 - 増田俊郎 / 歌 - 川澄綾子
第12話挿入歌「まあるいお月さま」
作詞 - 藤城幸太郎 / 作曲・編曲 - 増田俊郎 / 歌 - 川澄綾子
第2期
オープニングテーマ「そ・れ・い・ゆ」
作詞 - くまのきよみ / 作曲・編曲 - 増田俊郎 / 歌 - 川澄綾子
- オープニングアニメーション
絵コンテ - 庵野秀明 / 演出 - 鶴岡耕次郎 / 作画監督 - 高村和宏

エンディングテーマ「とりおまてぃっく ラン らん 乱♪」
作詞 - くまのきよみ / 作曲・編曲 - 増田俊郎 / 歌 - とりおまてぃっく with みなわ（菊池由美・水野愛日・真田アサミ with 清水愛）
- エンディングアニメーション - 柴田由香

### 各話リスト
| 話数                                 | サブタイトル              | 脚本                | 絵コンテ          | 演出             | 作画監督            | 放送日           |
| まほろまてぃっく                     | まほろまてぃっく          | まほろまてぃっく    | まほろまてぃっく  | まほろまてぃっく | まほろまてぃっく    | まほろまてぃっく |
| ------------------------------------ | ------------------------- | ------------------- | ----------------- | ---------------- | ------------------- | ---------------- |
| 1話                                  | 紫陽花の咲く庭で          | 山賀博之            | 佐伯昭志          | 佐伯昭志         | 高村和宏            | 2001年 10月5日   |
| 2話                                  | 女教師沙織二十五歳        | 山賀博之            | 鶴巻和哉          | 日巻裕二         | 吉川真一 石井裕美子 | 10月12日         |
| 3話                                  | 墓ありて儚く              | 山賀博之            | 鈴木利正          | 鈴木利正         | 渡辺とおる          | 10月19日         |
| 4話                                  | ハート撃ち抜きます        | 佐伯昭志            | 佐伯昭志          | 佐伯昭志         | すしお              | 10月26日         |
| 5話                                  | 8ノ634ハ元気デス          | 山賀博之            | 小林孝嗣          | 小林孝嗣         | 伊藤良明            | 11月2日          |
| 6話                                  | 月花愁色                  | 佐伯昭志            | 佐伯昭志          | 安藤健           | 石井祐美子          | 11月9日          |
| 7話                                  | 過去に追われるメイドさん  | 山賀博之            | 川崎逸朗          | 川崎逸朗         | 芝美奈子            | 11月16日         |
| 8話                                  | 完璧な心の持ち主          | 山賀博之            | 山口頼房          | 山口頼房         | 渡辺とおる 伊藤良明 | 11月23日         |
| 9話                                  | ライムライト〜LimeLight〜 | 佐伯昭志            | 佐伯昭志          | 鈴木利正         | 浜津武広 小原充     | 11月30日         |
| 10話                                 | 戦士としての宿命          | 山賀博之            | 川崎逸朗          | 川崎逸朗         | 芝美奈子 杉光登     | 12月7日          |
| 11話                                 | ぼくの大切な人間          | 山賀博之            | 高橋拓朗 鶴巻和哉 | 安藤健           | 伊藤良太            | 12月21日         |
| 12話                                 | いつか夢見た風景に        | 山賀博之 佐伯昭志   | 佐伯昭志          | 佐伯昭志         | 高村和宏            | 12月28日         |
| まほろまてぃっく〜もっと美しいもの〜 |                           |                     |                   |                  |                     |                  |
| 1話                                  | 帰ってきたメイドさん      | 山賀博之 佐伯昭志   | 佐伯昭志          | 佐伯昭志         | 久保田誓            | 2002年 9月26日   |
| 2話                                  | きょうからみなわ          | 花田十輝            | 佐伯昭志          | 五十嵐達也       | 渡辺とおる          | 10月3日          |
| 3話                                  | 夢はおっきく              | 植竹須美男          | 小林孝嗣          | 花井信也         | 小関雅              | 10月10日         |
| 4話                                  | 探し物 見つけます         | 大久保智康          | 米田光宏          | 米田光宏         | 枯葉紅葉            | 10月17日         |
| 5話                                  | あしたはかぜになる?       | 大久保智康          | 佐伯昭志          | 鶴岡耕次郎       | 日下部ゆみ          | 10月24日         |
| 6話                                  | ヤレめでたやな            | 植竹須美男          | ワタナベシンイチ  | 五十嵐達也       | 枯葉紅葉            | 10月31日         |
| 7話                                  | おととい来やがれっ!       | 大久保智康          | 原博 佐伯昭志     | 宮田亮           | 小関雅              | 11月7日          |
| 8話                                  | 祖父と孫と                | 大久保智康 佐伯昭志 | 藤森カズマ        | いたがきしん     | 岩岡優子 稲留和美   | 11月14日         |
| 9話                                  | 愛より甘し ちょびっと苦し | 花田十輝            | ワタナベシンイチ  | ワタナベシンイチ | 石井ゆみこ 枯葉紅葉 | 11月21日         |
| 10話                                 | わたしの好きなもの        | 植竹須美男          | 佐伯昭志          | 鶴岡耕次郎       | 久保田誓            | 11月28日         |
| 11話                                 | 願い、桜色                | 花田十輝            | 佐伯昭志          | 佐伯昭志         | 渡辺とおる          | 12月5日          |
| 12話                                 | 受胎告知                  | 山賀博之            | 中山勝一          | 長井龍雪         | 小関雅              | 12月12日         |
| 13話                                 | ユメノオワリ              | 山賀博之            | 鈴木利正          | ワタナベシンイチ | 澤田譲治 高村和宏   | 2003年 1月9日    |
| 14話                                 | ナジェーナ                | 山賀博之            | 山賀博之          | 山賀博之         | 伊藤良明            | 1月16日          |

## テレビアニメ（特別番組）
第1作
『まほろまてぃっく夏のTVスペシャル「えっちなのはいけないと思います!」』のタイトルで2003年8月14日、BS-iで放送。全1話。オリジナル・シナリオ作品。
脚本は中山文十郎、原画にぢたま(某)が加わっている。内容的には一連の中山文十郎脚本のCDドラマと同じく本編のサイドストーリーとなっている。
あらすじ
優のえっちな本コレクションに業を煮やしたまほろがついにえっちな本撲滅に立ち上がった。女性陣vs3バカトリオのえっちな本を巡る戦いの行方は如何に! まほろがえっちなのはいけないと思うようになった経緯もついに明らかになる。
声の出演
- 美里良 - 中田和宏
- 史帆 - 桃井はるこ

第2作
『まほろまてぃっく特別編 ただいま◆おかえり』のタイトルで2009年10月17日と2009年10月24日にBS-TBSで放送された。前後編で構成される全2話。時系列的には『まほろまてぃっく〜もっと美しいもの〜』2話と3話の中間に相当。
オープニングアニメーションでは、7年の歳月を経て再びまほろさんが帰ってきた（新作が製作された）事を喜ぶ主要キャストの手描きメッセージが挿入される。エンディングアニメーションでは旧作同様、ちびキャラたちが歌って踊るアニメーションである。旧作では当時若手であった柴田由香が担当したが、今作では貞方希久子ら新世代の若手スタッフが担当している。

### スタッフ（特別番組）
|                                   | 第1作                                   | 第2作                       |
| --------------------------------- | --------------------------------------- | --------------------------- |
| 原作                              | 中山文十郎+ぢたま(某)                   | 中山文十郎+ぢたま(某)       |
| 監督                              | 佐伯昭志                                | 佐伯昭志                    |
| 監修                              | 山賀博之                                | -                           |
| キャラクターデザイン ・総作画監督 | 高村和宏                                | 高村和宏                    |
| 美術監督                          | 小坂部直子                              | 平間由香                    |
| 色彩設定                          | 日比野仁                                | 高星晴美                    |
| 撮影監督                          | 小澤次雄                                | 諸橋文彦                    |
| 編集                              | 瀬山武司                                | 瀬山武司                    |
| 音響監督                          | 岩浪美和                                | 岩浪美和                    |
| 音楽                              | 増田俊郎                                | 増田俊郎                    |
| プロデューサー                    | 関戸雄一、源生哲雄 佐藤裕紀、久保田光俊 | 宮川みちよ、田中豪 武田康廣 |
| アニメーション プロデューサー     |                                         | 関戸雄一、小倉充俊          |
| アニメーション制作                | GAINAX                                  | GAINAX                      |
| アニメーション制作                | シャフト                                | -                           |
| 製作                              | まほろまてぃっく 製作委員会             | まほろ特別編 製作委員会     |

### 主題歌（特別番組）
第1作
オープニングテーマ「そ・れ・い・ゆ」
作詞 - くまのきよみ / 作曲・編曲 - 増田俊郎 / 歌 - 川澄綾子
エンディングテーマ「緋立娘HA!伊達音頭」
作詞 - くまのきよみ / 作曲・編曲 - 増田俊郎 / 歌 - とりおまてぃっく and みなわ（菊池由美・水野愛日・真田アサミ and 清水愛）
- エンディングアニメーション - 高村和宏、佐伯昭志

第2作
オープニングテーマ「ただいまの風」
作詞 - くまのきよみ / 作曲・編曲 - 増田俊郎 / 歌 - 安藤まほろ（川澄綾子）
エンディングテーマ「［ま］のつくブギ!」
作詞 - くまのきよみ / 作曲・編曲 - 増田俊郎 / 歌 - とりおまてぃっく（菊池由美・水野愛日・真田アサミ）& みなわ（清水愛）& まほろ（川澄綾子）

### 各話リスト（特別番組）
| 話数                                                                | サブタイトル                                                        | 脚本                                                                | 絵コンテ                                                            | 演出                                                                | 作画監督                                                            | ゲストメカデザイン                                                  | 放送日                                                              |
| まほろまてぃっく夏のTVスペシャル「えっちなのはいけないと思います!」 | まほろまてぃっく夏のTVスペシャル「えっちなのはいけないと思います!」 | まほろまてぃっく夏のTVスペシャル「えっちなのはいけないと思います!」 | まほろまてぃっく夏のTVスペシャル「えっちなのはいけないと思います!」 | まほろまてぃっく夏のTVスペシャル「えっちなのはいけないと思います!」 | まほろまてぃっく夏のTVスペシャル「えっちなのはいけないと思います!」 | まほろまてぃっく夏のTVスペシャル「えっちなのはいけないと思います!」 | まほろまてぃっく夏のTVスペシャル「えっちなのはいけないと思います!」 |
| ------------------------------------------------------------------- | ------------------------------------------------------------------- | ------------------------------------------------------------------- | ------------------------------------------------------------------- | ------------------------------------------------------------------- | ------------------------------------------------------------------- | ------------------------------------------------------------------- | ------------------------------------------------------------------- |
| -                                                                   | -                                                                   | 中山文十郎                                                          | 佐伯昭志                                                            | 佐伯昭志                                                            | 錦織敦史                                                            | -                                                                   | 2003年 8月14日                                                      |
| まほろまてぃっく特別編 ただいま◆おかえり                            |                                                                     |                                                                     |                                                                     |                                                                     |                                                                     |                                                                     |                                                                     |
| 前編                                                                | ただいまの風                                                        | 浦畑達彦                                                            | 佐伯昭志                                                            | 上村泰                                                              | 山口智                                                              | 吉成曜 早津良太                                                     | 2009年 10月17日                                                     |
| 後編                                                                | おかえりの空                                                        | 浦畑達彦                                                            | 佐伯昭志                                                            | 上村泰                                                              | 桑名郁朗                                                            | 吉成曜                                                              | 10月24日                                                            |

## DVD
パイオニアLDCから発売されたが、2003年7月17日にパイオニアLDCの経営権が電通に譲渡されることが発表され、2003年10月1日に譲渡、ジェネオンエンタテインメントに商号変更された。2009年2月1日にはユニバーサル・ピクチャーズ・ジャパンと合併し、ジェネオン・ユニバーサル・エンターテイメントジャパンに商号変更している。

### まほろまてぃっく
- 「まほろまてぃっく 緊急特報!」、2001年9月21日発売、PIBA-1295
特報映像、メイキング映像
- vol.1、2001年12月7日発売、PIBA-1289、1・2話収録
- vol.2、2002年1月1日発売、PIBA-1290、3・4話収録
- vol.3、2002年2月8日発売、PIBA-1291、5・6話収録
- vol.4、2002年3月8日発売、PIBA-1292、7・8話収録
- vol.5、2002年4月1日発売、PIBA-1293、9・10話収録
- vol.6、2002年5月10日発売、PIBA-1294、11・12話収録
- 「初体験! まほろまてぃっく」、2002年6月26日発売、PIBA-1357
まほろまてぃっく 年末スペシャル、特典映像 「らいぶ!まほろまてぃっく」の一部

### まほろまてぃっく〜もっと美しいもの〜
- 「まほろまてぃっく〜もっと美しいもの〜放送開始記念版!」、2002年9月26日発売、PIBA-1358
特報映像、メイキング映像、らいぶ!まほろまてぃっく LIVE映像
- vol.1、2002年12月6日発売、PIBA-1361、1・2話収録
- vol.2、2003年1月1日発売、PIBA-1362、3・4話収録
- vol.3、2003年2月7日発売、PIBA-1363、5・6話収録
- vol.4、2003年3月7日発売、PIBA-1364、7・8話収録
- vol.5、2003年4月2日発売、PIBA-1365、9・10話収録
- vol.6、2003年6月6日発売、PIBA-1366、11・12話収録
- vol.7、2003年7月2日発売、PIBA-1367、13・14話収録
- 「まほろまてぃっく らいぶ!&Music Clips」、2003年5月9日発売、PIBA-1386
「らいぶ!まほろまてぃっく 〜もっと美しいもの〜」のライヴ映像、キャラクターソング アニメMUSIC CLIP
- 「まほろまてぃっく 特報集!」、2003年9月26日発売、PIBA-1387
まほろまてぃっく特報映像、まほろまてぃっく〜もっと美しいもの〜特報映像、まほろまてぃっく 夏のTVスペシャル プロモーション映像
- 「まほろまてぃっく TVスペシャル」、2003年10月24日発売、PIBA-1408
まほろまてぃっく TVスペシャル えっちなのはいけないと思います!、まほろまてぃっく〜もっと美しいもの〜歳末スペシャル

### まほろまてぃっく 特別編 ただいま◆おかえり
- まほろまてぃっく 特別編 ただいま◆おかえり、2009年12月23日発売、初回限定版：GNBA-1640、通常版：GNBA-1641
2009年10月放送の特別編前後編を収録。前編のみまほろ、優、みなわ、とりおまてぃっくのオーディオコメンタリーを収録。
初回限定版にはOP・ED収録のCD、Webラジオ『おかえりなさい、まほろさん』（未放送分を含む）を収録したCD-ROM、リーフレット、高村和宏・ぢたま(某)による描きおろしリバーシブルジャケット、アウターケースを同梱

### その他のDVD
- 「コミック・ガム オリジナルDVD」、コミック・ガム編集部
雑誌読者全員プレゼントで配布されたDVD。アニメ制作レポート、声優インタビュー、ぢたま(某)の仕事場レポートなど。ぢたま(某)が第5巻第5話『おととい来やがれっ!』のペン入れ作業をしている様子や、PCを使いカラー原稿を仕上げる様子を見ることができる。

## Blu-ray Disc
特別編のDVD/BD発売に合わせて、過去のテレビシリーズのBD-BOXの発売が発表されている。
- まほろまてぃっくBlu-ray BOX、2009年12月23日発売、GNXA-1081
映像特典として『まほろまてぃっく〜もっと美しいもの〜「歳末スペシャル」』を収録、初回生産分に解説書同梱
- まほろまてぃっく〜もっと美しいもの〜Blu-ray BOX、2009年12月23日発売、GNXA-1082
映像特典として『まほろまてぃっく 夏のTVスペシャル「えっちなのはいけないと思います!」』を収録、初回生産分に解説書同梱
- まほろまてぃっく 特別編 ただいま◆おかえり、2009年12月23日発売、初回限定版：GNXA-1040、通常版：GNXA-1041
収録内容・初回版特典はDVDと同じ。

## CD
（注：PICA-0xxxはCDシングル、PICA-1xxxはCDアルバム）
- 「まほろまてぃっく 音楽編1」、2001年11月22日発売、PICA-1236（初回限定版PICA-1246）
- 「まほろまてぃっく CDどらまてぃっく★1」、2001年12月21日発売、PICA-0012
- 「まほろまてぃっく CDどらまてぃっく★★2」、2001年12月21日発売、PICA-0013
- 「まほろまてぃっく CDどらまてぃっく★★★3」、2001年12月21日発売、PICA-0014
- 「まほろまてぃっく 音楽編2」、2002年2月22日発売、PICA-1237
- 「アフタースクール after school」、2002年4月1日発売、PICA-0017
- 「とりおでいこう♪」、2002年9月6日発売、PICA-1256
- 「まほろまてぃっく らじおDEどらまてぃっく」、2002年9月26日発売、PICA-1257
- 「まほろまてぃっく 〜もっと美しいもの〜 音楽編」、2002年12月6日発売、PICA-1258（初回限定版PICA-1259）
- 「まほろまてぃっく 〜もっと美しいもの〜 サウンドパーティ  - まほろ盤 - 」、2002年12月21日発売、PICA-0021
- 「まほろまてぃっく 〜もっと美しいもの〜 サウンドパーティ  - みなわ盤 - 」、2002年12月21日発売、PICA-0022
- 「まほろまてぃっく 〜もっと美しいもの〜 Sound Maiden」、2003年3月26日発売、PICA-1260
- 「まほろまてぃっく for 川澄綾子」、2003年3月26日発売、PICA-1261
- 「まほろまてぃっく まるち★とーきんぐ」、2003年9月26日発売、PICA-1282
- 「まほろまてぃっく Best Selection」、2009年12月23日発売、GNCA-1240

## ゲーム

### プレイステーション2用ソフト
コナミが発売。
- まほろまてぃっく 萌っと≠きらきらメイドさん。

### PC用ソフト
ガイナックスが発売。Windows・Mac両対応。
- まほろまてぃっく☆あどべんちゃー
- まほろまてぃっく Digital Maiden
- まほろまてぃっく Digital Maiden 2
- まほろまてぃっく Digital Maiden 3
- まほろまてぃっく Digital Maiden こんぷり〜と DVDROM 1st.
- まほろまてぃっく Digital Maiden こんぷり〜と DVDROM 2nd.
- タイピング まほろまてぃっく タイプじょうずなメイドさん
- まほろ DE メール

### flashゲーム
- モバイル用のサイト「アニメ@GAINAX」にて利用が可能だった。
  - まほ子の英単語
  - まほろDEタイピング
  - お弁当パニック
  - まほろポイポイ金魚すくい!
  - まほろまてぃっくMISSILE RUN!。

## ラジオ等

### ラジオ・パイオニア 〜まほろDE放送局〜
2002年4月4日から2002年9月26日にBSQR489で放送されたラジオ番組。パーソナリティーは式条沙織役の高田由美と等々力凛役の水野愛日。
- 毎週木曜 22時00分 - 23時00分（本放送）、毎週月曜 21時00分 - 22時00分（再放送）
- 番組の1コーナーであったドラマ部分はのちにドラマCD化された。
- 公式には2002年9月26日が最終回だが、翌週の2002年10月3日だけ生放送されており、この回が実質的な最終回である。

### ラジオ・パイオニア 〜まほろDE放送局〜 復活の日
- 2003年8月14日
- パーソナリティー 高田由美、水野愛日
- ゲスト 清水愛
- 公開収録 2003年7月27日、HobbyEXPO2003（東京ビッグサイト）
- 放送 BSQR(BSデジタルラジオ放送 489ch)、2003年8月14日 22時30分 - 23時30分

### RADIOまほろまてぃっく ただいま◆おかえり
まほろまてぃっく ただいま◆おかえりのプロモーションのため川澄綾子と清水愛のパーソナリティによりロンドローブのサイトにて配信されたウェブラジオ。

### らいぶ!まほろまてぃっく
- 2002年4月27日、新宿リキッドルーム
- ライブの模様はDVD「まほろまてぃっく〜もっと美しいもの〜放送開始記念版!」、一部がDVD「初体験! まほろまてぃっく」に収録されている。
- 楽屋裏のレポートが「ラジオ・パイオニア 〜まほろDE放送局〜 第5回」で放送された。

### らいぶ!まほろまてぃっく第2弾
- 2002年12月29日、ディファ有明
- ライブの模様はDVD「まほろまてぃっく らいぶ!&Music Clips」に収録されている。

| BSQR489 木曜22:00-23:00枠                                     | BSQR489 木曜22:00-23:00枠                                           | BSQR489 木曜22:00-23:00枠                                   |
| 前番組                                                        | 番組名                                                              | 次番組                                                      |
| ------------------------------------------------------------- | ------------------------------------------------------------------- | ----------------------------------------------------------- |
| 井上喜久子のおさかなラジオ（再放送） （2001年10月-2002年3月） | ラジオ・パイオニア～まほろDE放送局～ （2002年4月4日-2002年9月26日） | ホビー派でいこう！ 22:00-22:30 （2002年10月17日-2003年3月） |